# Ernesto Galán Íñigo
Ernesto Galán Íñigo (Madrid, 17 de juny de 1986) és un futbolista professional madrileny que ocupa la posició de defensa. Actualment milita a les files del CF Rayo Majadahonda.

## Trajectòria
Format a les categories inferiors del Club Deportivo Móstoles, l'any 2007 va fitxar per la Unió Esportiva Lleida després d'un breu pas pel Puertollano. Després de 3 temporades a Segona B, el RCD Espanyol el va fitxar per posteriorment cedir-lo al Girona FC a la Segona A. La temporada 2010-11 retorna al RCD Espanyol on debuta a la Primera Divisió en un partit davant el Getafe CF. En el mercat d'hivern de 2013, rescindeix el seu contracte amb el club periquito i firma pel Xerez CD.

## Palmarès
| Títol          | Club         | País      | Any  |
| -------------- | ------------ | --------- | ---- |
| Copa Catalunya | RCD Espanyol | Catalunya | 2010 |
| Copa Catalunya | RCD Espanyol | Catalunya | 2011 |